# ماريوس باكن
ماريوس باكن (بالنرويجية البوكمول: Marius Bakken)‏ هو عداء مسافات طويلة نرويجي، ولد في 27 مارس 1978 في ساندفيورد في النرويج.

## وصلات خارجية
- ماريوس باكن على موقع الاتحاد الدولي لألعاب القوى (الإنجليزية)
- ماريوس باكن على موقع أوليمبيديا (الإنجليزية)